# Costanza Chiaramonte
Costanza Chiaramonte, född 1377, död 1423, var en drottning av Neapel, gift med kung Vladislav av Neapel.
Hon var dotter till greve Manfredi III Chiaramonte och Eufemia Ventimiglia. 
Hon gifte sig 1389 med kung Vladislav av Neapel. Äktenskapet arrangerades för att Vladislav ville ha politisk och ekonomisk hjälp från hennes inflytelserika sicilianska familj mot sin rival om tronen Ludvig II av Anjou. År 1392 invaderade Martin I av Aragonien Sicilien, och hennes familj förlorade sin maktställning och möjlighet att hjälpa Vladislav, som därför inte längre hade någon politisk fördel av äktenskapet. Han lät därför annullera äktenskapet. 